# Música de Jamaica
La música de Jamaica engloba la música folclórica jamaicana así como multitud de géneros de música popular, como mento, ska, rocksteady, reggae, dub, dancehall, reggae fusion y otros estilos relacionados. La cultura musical jamaiquina es el resultado de la fusión de elementos estadounidenses (rhythm and blues, rock and roll, soul), africanos y de islas caribeñas cercanas como Trinidad y Tobago (calipso y soca).  
La música jamaicana siempre ha sido música popular en el sentido más auténtico, pero cuando se cuenta su historia, apenas se presenta como la historia de todo un pueblo, no se cuenta que los que tenían la capacidad y el talento absorbieron esa influencia popular y la llevaron a un estudio o empuñaron un micrófono en una pista de baile. A menudo se cuenta solo la mitad de la historia y entre tanta música se pierden el contexto, las turbulencias y los cambios que Jamaica ha experimentado antes y después de la independencia. 

## Música popular jamaicana contemporánea
En la música jamaicana de la segunda mitad del siglo XX se pueden discernir diversas áreas estilísticas. Transcurriendo paralelamente al desarrollo de las músicas tradicionales y del Mento, se detecta a partir de los últimos años de la década de 1950 el comienzo de una línea estilística que ha adoptado la denominación genérica de Reggae. Esta área estilística y cultural se aprecia en forma de evolución lineal que comprende alternativamente distintos estilos musicales; el Ska inaugura dicho proceso evolutivo para ser relevado, en la segunda mitad de los sesenta, por el Rocksteady y poco después por el Reggae propiamente dicho. En años sucesivos surgieron distintas variantes derivadas de esta música (dub, roots reggae, dancehall, ragga), pero el término reggae prevalece desde entonces como el aglutinador de todos ellos, incluyendo a los que precedieron a la acuñación de esta palabra: el ska y el rocksteady.
La familia del reggae se ha integrado en la cultura occidental de las últimas décadas como la contribución jamaicana por excelencia al desarrollo de la música popular internacional, y ha sido además responsable de la inserción de ciertos componentes de la cultura jamaicana en diversos contextos ideológicos y sociales a través del mundo. Aparte de su relevancia como transmisores de la cultura jamaicana en el mundo, se ha de tener en cuenta el papel que estas expresiones desempeñaron en la industria y la sociedad de la misma Jamaica.
El reggae es especialmente popular gracias a la fama internacional de artistas como Bob Marley. La música jamaiquina ha ejercido una importante influencia sobre otros estilos de diferentes países. En particular, la práctica del toasting por inmigrantes jamaiquinos en Nueva York evolucionó hasta convertirse en el origen del rap. Otros géneros que han recibido la influencia jamaiquina son el lovers rock y el jungle.